# Bobr (1907)
Bobr byl dělový člun třídy Giljak ruského carského námořnictva z doby první světové války. Ve službě byl od roku 1908. Dne 3. dubna 1918 byl zajat Němci, kteří jej přejmenovali na Bieber. V listopadu 1918 člun od Německa získalo Estonsko a zařadilo jej do svého námořnictva jako Lembit. Vyřazen byl roku 1925.

## Stavba

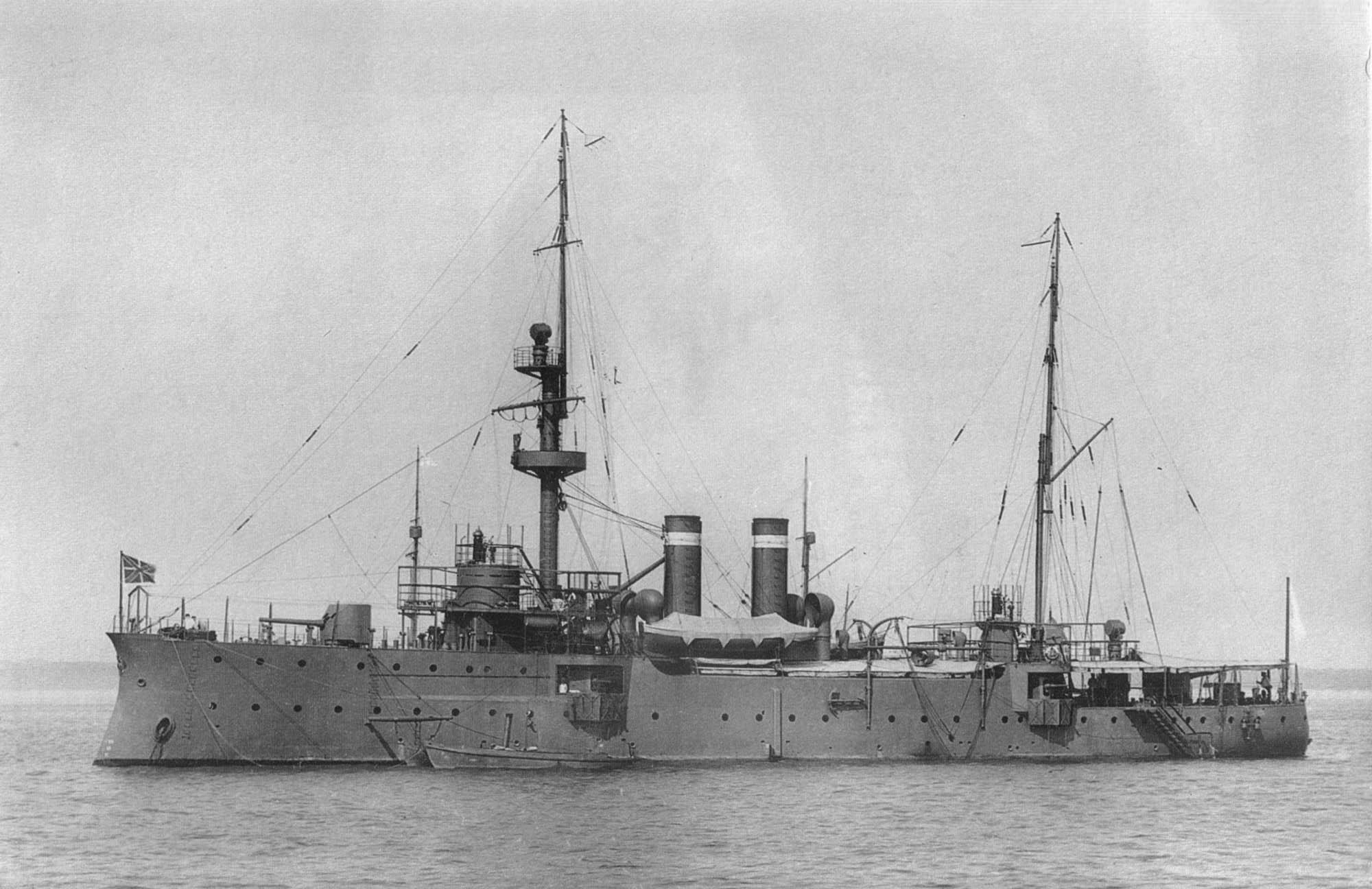
Ruský dělový člun Bobr

Dělový člun postavila loděnice v Petrohradu. Stavba byla zahájena v roce 1906. Na vodu byl spuštěn 12. června 1907 a dokončen v červenci 1908.

## Konstrukce

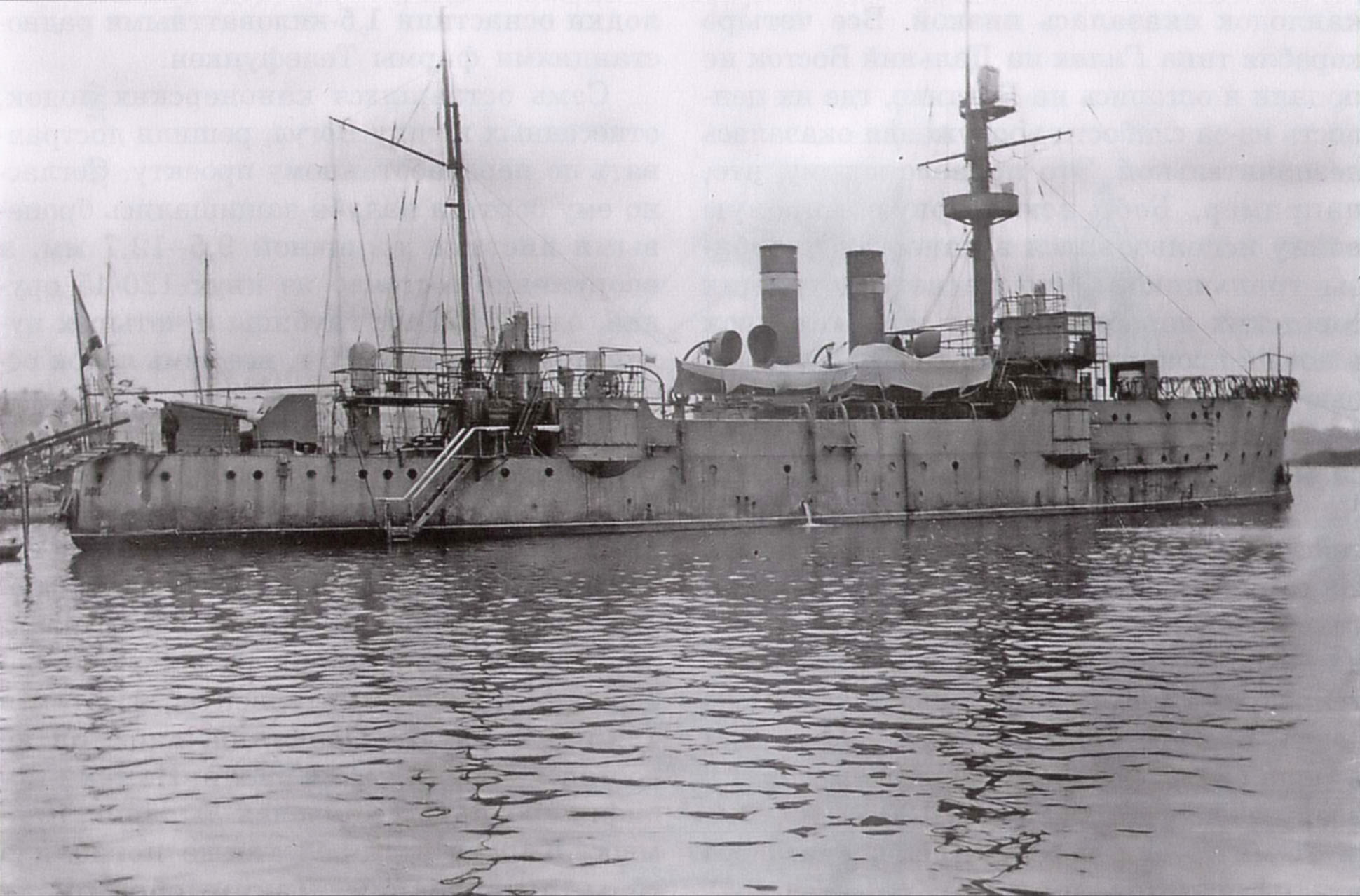
Ruský dělový člun Bobr

Člun byl vyzbrojen dvěma 120mm kanóny Canet, čtyřmi 75mm kanóny Canet a 7,6mm kulomety. Dále mohl nést až čtyřicet min. Pohonný systém tvořily čtyři kotle Belleville a dva trojčinné parní stroje o výkonu 800 hp, pohánějící dva lodní šrouby. Nejvyšší rychlost dosahovala dvanáct uzlů.